# Тарнавський Олександр Георгійович
Олекса́ндр Гео́ргійович Тарна́вський (нар. 12 травня 1970, Дніпропетровськ, Українська РСР, СРСР) — український військовослужбовець, воєначальник, бригадний генерал, командир 9-го армійського корпусу.
Колишній командувач ОТУ «Донецьк» (2024—2025), командувач ОСУВ «Таврія» (2022—2024), командувач ОУВ «Слобода» (2022). 
Учасник російсько-української війни, керівник контрнаступу українських військ на півдні України 2022 року. 
Лицар всіх ступенів ордена Богдана Хмельницького.

## Життєпис
У 2011—2015 роках командував 17-ю окремою танковою бригадою.
У грудні 2014 увійшов до складу громадської ради Кривого Рогу із підтримки Олександра Вілкула. У 2015 році балотувався до Криворізької міської ради за списками проросійської політичної партії «Наш Край».
10 грудня 2021 Олександру Тарнавському надане військове звання бригадний генерал.
На почату 2022 року проходив військову службу на посаді начальника штабу — заступника командувача військ ОК «Схід».
Весною 2022 року був призначений на посаду командувача оперативного угруповання військ «Слобода».
Восени 2022 року командував контрнаступом українських військ на півдні Україні як командувач оперативно-стратегічного угруповання військ «Херсон». Залишився на посаді командувача після переформатування ОСУВ «Херсон» в ОСУВ «Таврія».
Командував українським контрнаступом 2023 року в районі Оріхова.
З 2023 року до лютого 2024 року був командувачем ОК «Схід».
В грудні 2024 призначений командиром 9-го армійського корпусу та командувачем закріпленого за цим корпусом ОТУ «Донецьк». У червні 2025 року пішов з посади командувача ОТУ «Донецьк».

## Нагороди
- орден Богдана Хмельницького I ступеня (14 листопада 2022) — за особисту мужність і самовіддані дії, виявлені у захисті державного суверенітету та територіальної цілісності України, вірність військовій присязі.[17]
- орден Богдана Хмельницького II ступеня (24 квітня 2022) — за особисту мужність і самовіддані дії, виявлені у захисті державного суверенітету та територіальної цілісності України, вірність військовій присязі.[18]
- орден Богдана Хмельницького III ступеня (29 березня 2022) — за особисту мужність і самовіддані дії, виявлені у захисті державного суверенітету та територіальної цілісності України, вірність військовій присязі.[19]
- Орден Данила Галицького (18 серпня 2009) — за особливі заслуги у захисті державного суверенітету та територіальної цілісності України, охорону конституційних прав і свобод людини, мужність і самовідданість, виявлені під час виконання військового і службового обов'язку, та з нагоди 18-ї річниці незалежності України.[20]
- Лицарська почесна відзнака «Орден Звитяги» (1 серпня 2022) — за особисту мужність і відвагу, високий професіоналізм у війні з росією 2014—2022 рр.[21]